# Pete Cosey
Pete Cosey (* jako Peter Palus Cosey; 9. října 1943 Chicago, Illinois, USA – 30. května 2012 tamtéž) byl americký jazzový kytarista. Hrál na albech Electric Mud (1968) a After the Rain (1969) od Muddy Waterse. Hrál také na albu The Howlin' Wolf Album (1969) Howlin' Wolfa. V letech 1973–1975 byl členem skupiny Milese Davise, se kterým nahrál album Get Up with It z roku 1974. V roce 1983 hrál na albu Future Shock Herbie Hancocka.